# Ресторан „Клуб књижевника”
Клуб књижевника је угоститељски објекат који се налази у општини Стари град.
Основан је 1946. године од стране Удружења књижевника Србије, а временом је успео да развије јединствени идентитет. Првобитно је био доступан само члановима удружења, а временом је постао отворен за ширу јавност. Ресторан се налази у подруму неокласицистичке зграде у Француској улици 7, у којој се изнад налази и Удружење књижевника Србије.
У ресторану су боравили многи српски и југословенски књижевници као што су: Момо Капор, Богдан Тирнанић, Иво Андрић, Добрица Ћосић, Миодраг Булатовић, Матија Бећковић, Мирослав Крлежа, Милош Црњански, Борислав Михајловић Михиз, Душко Радовић, Предраг Палавестра, Мирко Ковач, Зуко Џумхур, Борислав Пекић и многи други. Клуб књижевника су често посећивали и разни други уметници, политичари, новинари и дипломате.

## Локација
Ресторан се налази у подрму зграде Француске улице на броју 7 у општини Стари град. Зграду је подигао током касних педесетих година 19. века српски трговац Пећанац. У згради је касније била смештена амбасада Турске, затим амбасада Сједињених Држава, пре него што је на крају служила као ауто клуб током међуратног периода.

## Историјат
Ресторан је основан 1946. године и у почетку служио је као место окупљања и дружења писаца из удружења, чије је седиште на спрату изнад, а подрум су користили за презентације и промоције књига. У почетку у ресторану се служила само кафа, а повремено и воће. Почетком педесетих година 20. века, мени се проширио на супе и салате, а храна је почела редовно да се сервира. Године 1954. ресторан је отворио своја врата за ширу јавност. Под управом Иве Кусалића и Николе Босанца, ресторан се брзо етаблирао као место међу главним доносиоцима одлука у држави, посећивали су га југословенски политичари и војни функционери попут Коче Поповића, Родољуба Чокаловића, Драже Марковића, генерала Пека Дапчевића и других.
Године 1957. доласком Будимира Буде Благојевића у менаџмент, ресторан су водили Буда и Иво наредних тридесет година. Отварао се само ноћу (шест дана у недељи, недељом затворен), а први гости долазили су обично око 20 сати.
Поред књижевника, политичара, ресторан је био популаран и међу уметницима — сликарима, вајарима, глумцима и филмским редитељима. Глумци и глумице Љубинка Бобић, Јован Милићевић, Љубиша Јовановић, Зоран Радмиловић, Бата Стојковић, Оливера Катарина, редитељи Жорж Скригин, Војислав Нановић и Радош Новаковић, сликари Драган Малешевић Тапи, Петар Лубарда и Мило Милуновић, академик Павле Савић били су чести посетиоци ресторана. У ресторану су боравили и страни интелектуалци, глумци и уметници, као што су Алберто Моравија, Симон де Бовоар, Жан Пол Сартр и други.
Велики број уметника и глумаца посећивали су и виђали се у ресторану током фестивала БИТЕФ, БЕМУС и ФЕСТ, као што су Алфред Хичкок, Орсон Велс, Вивијен Ли, Елизабет Тејлор, Ричард Бартон, Чеслав Милош, Семјуел Бекет, Оријана Фалачи, Марлон Брандо, Жан Клод Паскал, Моника Вити, Марија Шнајдер, Силвана Мангано, Род Тејлор, Софија Лорен, Роберт де Ниро, Берт Ланкастер, Гинтер Грас и многи други.
Ресторан је често био место расправа, па је као и друге кафане и ресторани у СФРЈ имао полицијске доушнике обучене у цивилну одећу. У својој колумни НИН-а из 2009. године, Момо Капор је писао о свом колеги писцу и „колеги по пићу” Миодрагу Булатовићу, који је приведен 1966. године након што је доушнику у Клубу књижевника критиковао економске рефорне уведене 1964. године. Понекад су се у ресторану између књижевника водиле жестоке свађе, као што је свађа између Данила Киша и Бранимира Шћепановића.
Након смрти Јосипа Броза Тита у ресторану су се окупљали политичари и дисиденти који су се залагали за укидање једнопартијског система, а многи од њих касније су имали велике каријере у политици, као што су Зоран Ђинђић, Војислав Коштуница, Вук Драшковић, Војислав Шешељ и други. Ресторан су често посећивали и многи академици САНУ који су написали контроверзни Меморандум 1986. године. Клуб је такође био место где су се скупљали западни обавештајци и дипломатско особље. Америчке дипломате Ворен Зимерман и Лоренс Иглбергер били су чести посетиоци рестoрана. Наводно су посете западних новинара и дипломата често биле праћене југословенским оперативцима државне безбедности, који су се у тим приликама такође појављивали у ресторану са тајним уређајима за прислушкивање.
Иво Кусалић, менаџер ресторана преминуо је 1989. године, а Буда Благојевић постао је једини власник ресторана.
Током југословенских ратова деведесетих година, СРЈ је била под ембаргом УН-а, што је имало значајног утицаја на клијентелу ресторана. Локални криминалци су у том периоду били стални гости Клуба књижевника. Жељко Ражнатовић Аркан често је проводио време у ресторану, заједно са супругом, певачицом Светланом Ражнатовић. У раним јутарњим часовима 15. фебруара 1997. године, криминалац Раде Ћалдовић Ћента убијен је у свом аутомобилу заједно са 24-годишњом девојком Мајом Павић, водитељком ТВ Пинк. Ауто је био паркираном испред Клуба књижевника. Неколико сати пре тога, пар је вечерао у Клубу књижевника. Почетком лета 2008. године Буда Благојевић одлучио је да прода ресторан, а нови власник постао је Зоран Брија Лазаревић. Ресторан је након тога реновиран.
У јуну 2010. године ресторан је доспео у ширу медијску јавност, након што је из њега избачена српска глумица Катарина Радивојевић, која се наводно понашала непристојно и разбила неколико чаша. Дугогодишњи менаџер ресторана Буда Благојевић преминуо је 19. августа 2012. године.
| „ | Пре деценију или две Клуб књижевника је за већину Београђана био помало мистично место, више мит него кафана, статус припадништва тајном друштву у коме је за чланство било потребно много више од новца и успеха преко ноћи. — Богдан Тирнанић, српски новинар, есејиста, публициста, филмски критичар и глумац. | ” |